# Certhia hodgsoni
Il rampichino del Kashmir o rampichino di Hodgson (Certhia hodgsoni Brooks, 1871) è un uccello passeriforme della famiglia Certhiidae.

## Etimologia
Il nome scientifico della specie, hodgsoni, rappresenta un omaggio al naturalista inglese Brian Houghton Hodgson.

## Descrizione

### Dimensioni
Misura 11-12 cm di lunghezza, per 7,6-12 g di peso.

### Aspetto
Si tratta di uccelletti dall'aspetto paffuto e arrotondato, muniti di grossa testa piriforme (arrotondata sulla nuca e allungata nel senso del becco) che sembra incassata direttamente nel torso, becco piuttosto lungo e sottile incurvato verso il basso, ali appuntite, coda squadrata piuttosto lunga e dalle penne rigide e forti zampe dalle lunghe dita artigliate.
Il piumaggio è di colore bruno su fronte, vertice, nuca, dorso e ali, con singole penne orlate di scuro e con macchia più chiara nella porzione centrale, a dare alla livrea dorsale un aspetto variegato e mimetico: le remiganti sono barrate trasversalmente da una larga banda di color nocciola-dorato, mentre la coda è bruna senza screziature e più chiara rispetto al resto del corpo, con sfumature rossicce sul codione. Il sopracciglio, la gola, il petto e il ventre sono di color bianco-grigiastro, con presenza di una banda bruna che partendo dai lati del becco passa attraverso gli occhi a formare una mascherina, coprendo anche le guance e congiungendosi al bruno della nuca.
Il becco è nerastro superiormente e grigiastro inferiormente, le zampe sono di color carnicino e gli occhi sono di colore bruno scuro.

## Biologia
Si tratta di uccelli dalle abitudini diurne, che vivono da soli o in coppie e passano la maggior parte della giornata percorrendo i tronchi e i rami degli alberi dal basso verso l'alto alla ricerca di cibo, ispezionando le crepe della corteccia e i buchi alla ricerca di eventuali prede.
Il richiamo di questi uccelli è composto da 2-3 note zufolate, con presenza del caratteristico shree iniziale tipico del clade olartico dei rampichini.

### Alimentazione
Il rampichino del Kashmir è un uccello insettivoro, la cui dieta si compone di piccoli insetti, ragni ed altri invertebrati di piccole dimensioni, rinvenuti principalmente sulla corteccia o sotto di essa, sebbene sporadicamente questi uccelli ispezionino anche il suolo o i muri.

### Riproduzione
I dati sulla riproduzione di questi uccelli sono rari e probabilmente frutto di confusione con altre specie diffuse nello stesso areale, oltre a soffrire del fatto che il rampichino di Hodgson è stato a lungo considerato una sottospecie e quindi non studiato in maniera estensiva. Il nido di questi animali ricorda quello degli altri rampichini, e le uova (4-6) sono bianco-rosate con maculatura bruno-rossiccia al polo ottuso: molto verosimilmente, anche le loro modalità riproduttive non differiscono significativamente da quelle dei congeneri.

## Distribuzione e habitat

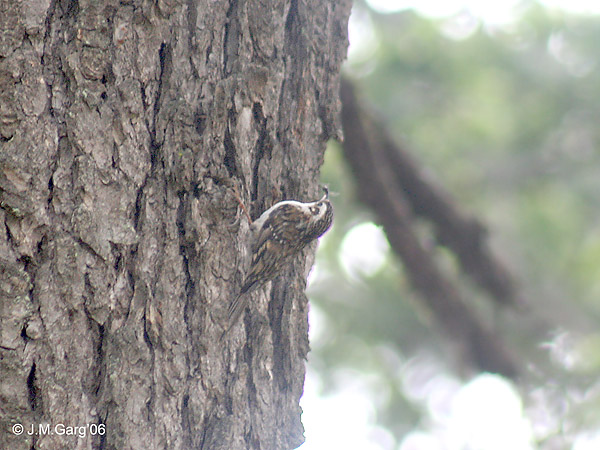
Esemplare nel distretto di Kullu.

A dispetto del nome comune, il rampichino del Kashmir non vive sono in Kashmir, ma occupa un areale che va dal Kohistan  alla Cina centro-meridionale (Gansu meridionale, Sichuan e Yunnan), attraverso le pendici meridionali dell'Himalaya in Pakistan (Gilgit-Baltistan), India (Himachal Pradesh, Uttarakhand, Sikkim, Arunachal Pradesh), Nepal, Bhutan e Tibet sud-orientale, con un singolo avvistamento nell'estremo nord della Birmania.
L'habitat di questi uccelli è rappresentato dalla foresta montana a prevalenza di abete del Bhutan e rododendri, fra i 3000 e i 4000 m di quota.

## Tassonomia
Se ne riconoscono tre sottospecie:
- Certhia hodgsoni hodgsoni Brooks, 1871 - diffusa nella porzione occidentale dell'areale occupato dalla specie, ad est fino al Distretto di Lahaul e Spiti;
- Certhia hodgsoni mandelli Brooks, 1874 - diffusa nella porzione centrale dell'areale occupato dalla specie, ad est fino a Tawang;
- Certhia hodgsoni khamensis Bianchi, 1903 - diffusa nelle porzione cinese dell'areale occupato dalla specie, oltre che in Tibet e nell'estremo nord-est dell'India;

Alcuni autori riconoscerebbero inoltre una sottospecie kwanhsienensis del Sichuan, dall'area ventrale più grigia, sinonimizzata con khamensis.

In passato classificate come sottospecie del rampichino alpestre, le tre popolazioni subhimalayane sono state separate ed elevate al rango di specie a sé stante in virtù delle differenze genetiche e di vocalizzazioni rispetto al resto del taxon familiaris, pur rimanendo nonostante l'areale di diffusione annidate all'interno del clade olartico di rampichini, piuttosto che in quello himalayano: le sottospecie khamensis e mandelli mostrano a loro volta una certa distanza genetica dalla nominale e anche fra loro (sebbene minore rispetto a quella che le separa dalla sottospecie nominale, dalla quale esse sono inoltre disgiunte geograficamente), al punto che sono auspicabili nuove ricerche a livello molecolare per valutarne l'effettivo distacco ed elevazione a specie.